# Zvonimir Katalenić
Zvonimir Katalenić (Našice, 6. studenoga 1920. − El Bolson, Argentina, 2. listopada 1978.), hrvatski domovinski i iseljenički književnik i slikar

## Životopis
Rodio se je u Našicama 1920. Roditelji su mu odselili u Zagreb te je ondje išao u srednju školu. U ranoj je dobi počeoslikati. Upisao je čistu slavistiku u Zagrebu. Tijekom rata stasao je kao pjesnik u studentskoj Plavoj reviji. Zanimala ga je također književna kritika i esejistika. Nakon velikog zbjega Hrvata 1945. otišao je u Rim, te dvije godine potom u Pariz, otkamo je otputovao u Argentinu. Njekoliko je mjeseci bio u Buenos Airesu pa je otišao na jug Argentine i nastanio se je u Barilocheu. Zaposlio se je na mjestu činovnika u velikoj pilani. Istovremeno je risao, slikao i pisao pjesme. Ondje je živio desetak godina. Zatim se je preselio u gradić u predbrežju Anda El Bolson. Često je izlagao svoja djela u Argentini. Likovna kritika ga je ishvalila (Clarín  iz Buenos Airesa, vimcanski El Tiempo). Priređivao je i držao tečajeve o slikarstvu, estetici i filozofiji umjetnosti. U Hrvatskoj reviji je objavio svoje književne priloge. U El Bolsonu je boravio sve do smrti 2. listopada 1978. godine. Sva svoja slikarska djela je oporukom Hrvatsko-latinoameričkom kulturnom Institutu u Buenos Airesu. Rukopise na hrvatskom i španjolskom oporučno je ostavio Hrvatskoj reviji u Barceloni.

## Djela
Objavio je djela:
- Uz strminu, zbirka pjesama, Buenos Aires, 1958.

## Nagrade i priznanja
- Šimun Šito Ćorić uvrstio ga je u svoju antologiju 60 hrvatskih emigrantskih pisaca.[1]